# Berakas Sportcomplex
Het Berakas Sportcomplex (Maleis: Kompleks Sukan Berakas) is een multifunctioneel stadion in Bandar Seri Begawan, de hoofdstad van Brunei. Eerder heette het stadion Padang JBS (afkorting van Jabatan Belia & Sukan).
Het stadion wordt vooral gebruikt voor voetbalwedstrijden, Bruneis voetbalelftal maakt gebruik van dit stadion. In het stadion is plaats voor 2.500 toeschouwers.